# 27 a.C.
Il 27 a.C. (XXVII a.C. in numeri romani) è un anno  del I secolo a.C.

## Eventi
- Erode il Grande sposa la quarta moglie, la samaritana Maltace.
- 16 gennaio: la Repubblica romana diviene Impero romano: Gaio Giulio Cesare Ottaviano riceve dal Senato il titolo di Augusto, diventando il primo imperatore di Roma; si fa eleggere console con un collega, dotato di poteri minori (consul minor), per poi ricevere la carica di princeps senatus, con il diritto di votare per primo, e divide l'impero in provincie senatorie e imperiali.
  - Il primo censimento di Ottaviano nel neonato Impero romano conta un totale di 4.063.000 cittadini.
  - Viene anche fondata la Classis Misenensis, stanziata presso il porto di Portus Iulius, a Misenum.
  - La riforma militare di Ottaviano riduce il numero delle legioni a 26 e porta direttamente alla nascita della guardia pretoriana, un corpo scelto di mille uomini che dovranno proteggere l'imperatore.
  - Marco Vipsanio Agrippa, divenuto console per la terza volta, divide l'Hispania Ulterior in Hispania Baetica e Hispania Lusitania, e allarga l'Hispania Citerior, e intanto inizia la costruzione del vecchio Pantheon a Roma.
  - Nel frattempo, in Egitto, la statua settentrionale dei Colossi di Memnone viene distrutta da un terremoto (fonte: Strabone).

## Nati
- Erode, principe
- Han Aidi, imperatore cinese († 1 a.C.)

## Morti
- Marco Tullio Cicerone, politico e militare romano (n. 65 a.C.)
- Marco Terenzio Varrone, letterato, grammatico e militare romano (n. 116 a.C.)